# Ramiro Mestre Martínez
Ramiro Mestre y Martínez (1847-1922) fue un periodista y escritor español.

## Biografía

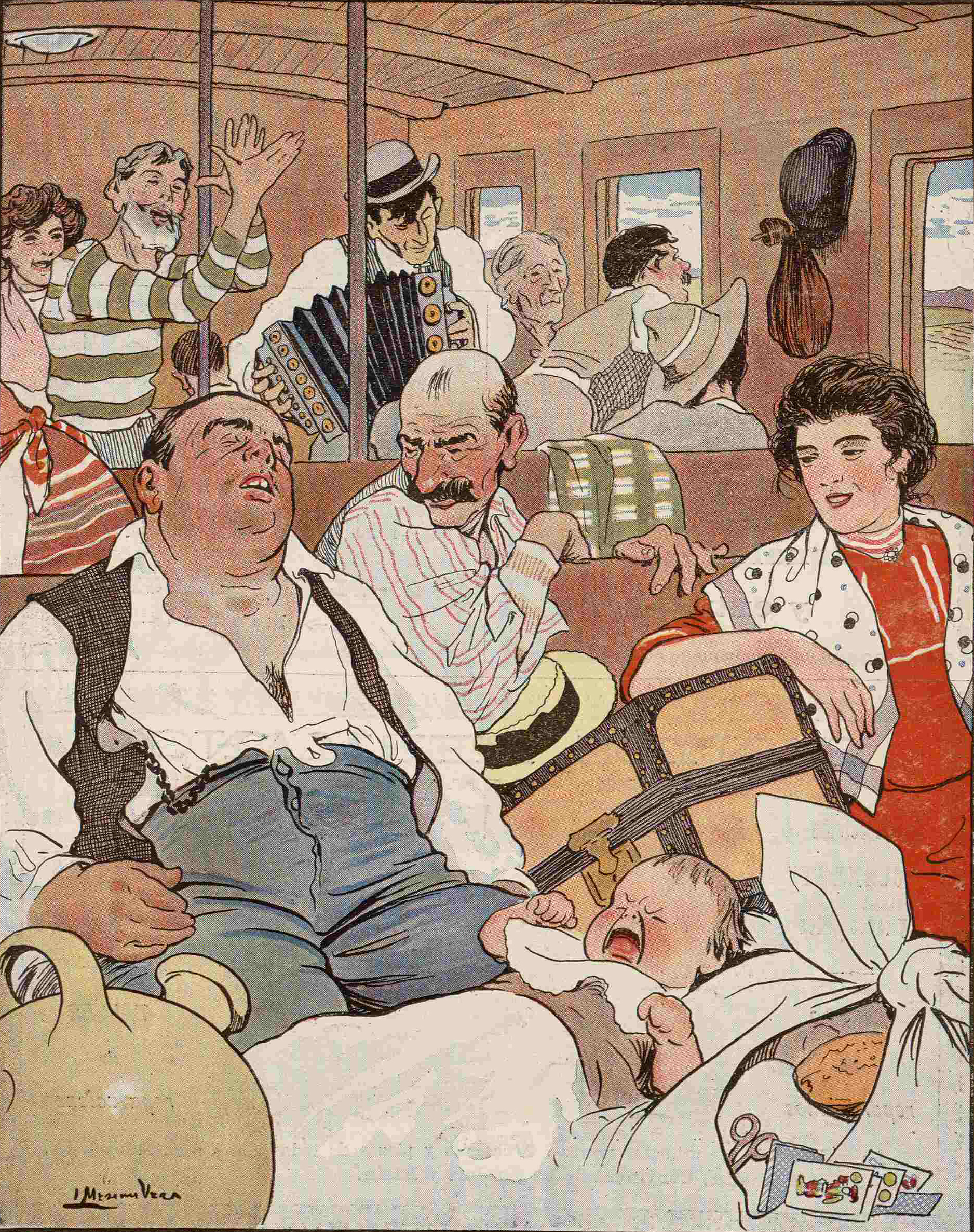
Ilustración de Medina Vera de un «tren botijo» (¡Alegría!, 1907)

Nació en Madrid el 11 de enero de 1847. Licenciado en Letras, fue redactor durante muchos años del periódico La Correspondencia de España. Cultivó varios géneros literarios y publicó el almanaque Sui Géneris, con el santoral en verso. Perteneció a la Asociación de la Prensa de Madrid desde 1895. Colaborador de periódicos literarios, fue promotor de una serie de viajes en tren para clases populares con destino a la costa española, que se vinieron a conocer bajo el nombre de «tren botijo». El 23 de septiembre de 1898 fue declarado hijo adoptivo de la ciudad de Alicante. Fallecido en enero de 1922, fue enterrado en el cementerio de San Lorenzo.